# 170193 Joanguillem
170193 Joanguillem este o planetă minoră (asteroid) din centura de asteroizi. A fost descoperită pe 24 iulie 2003 la Observatorul Astronomic din Mallorca⁠(d) de Observatorul Astronomic din Mallorca⁠(d). 
Obiectul prezintă o orbită caracterizată de o semiaxă mare de 2,3458915376729 UAi, o excentricitate de 0,21815968066606, o înclinație de 4,3516200293181 ° în raport cu ecliptica.